# Greyshore Island
Greyshore Island est le onzième tome de la série de bande dessinée Jonathan. L'album se situe aux États-Unis, Jonathan poursuit l'enquête commencée dans le tome précédent. Kate a disparu, enlevée par les hommes qui en veulent aussi à son oncle, tout juste sorti de prison. La clé de cette disparition se trouve dans le passé d'Howard.
À chaque album de la série est associée une liste de musiques d'ambiance. Pour ce tome : 
- Chicago : Hot Streets
- Dave Grusin - Lee Ritenour : Harlequin
- Neil Young : Old Ways

## Personnages
- Jonathan
- Don Henderson : père de Kate, ex-ambassadeur des États-Unis en Inde, politicien soucieux de sa carrière.
- Grace Henderson : mère de Kate. Pratique le tarot et l'astrologie, inquiète pour sa fille.
- Kate : guérie, elle doit épouser Steve ?
- Howard Henderson : oncle de Kate, très attaché à elle. Il vient d'être libéré de prison. Il a purgé une peine de 15 ans pour espionnage, il aurait transmis des secrets nucléaires. C'est un physicien-chimiste de génie. En prison il est surnommé "Professeur" et se passionne pour la culture des cactus. Il clame son innocence depuis le début de cette affaire. Jeune, il a été lieutenant dans l'armée pendant la guerre du Vietnam. Il y a connu Phil Dixfield qui reste un ami fidèle.
- Phil Dixfield : ami d'Howard, ils ont fait le Vietnam ensemble. Il est devenu détective privé. Imper et cigarettes.
- Thelma Dixfield : épouse et associée de Phil. La cinquantaine, cigarettes et bigoudis.
- Michael : jeune métis dit "La Verrue", homme de main, chargé avec d'autres de surveiller Howard. Se croit le sosie de Michael Jackson. Avec sa part du magot, il fera brûler les verrues qu'il a sur le visage.

## Résumé
A Los Angeles, Jonathan et Phil rencontrent le gardien, qui, voilà 15 ans, a ouvert le laboratoire à Howard à une heure très inhabituelle. Il se souvient encore très bien de son chapeau, de sa voiture. Ce soir là, le professeur a aussi présenté sa carte, normalement. De retour à New York, Jonathan parvient à déchiffrer le code laissé par Kate sur le plan de Boston. Les initiales des rues soulignées forment un nom P. Clyde. Ils rendent visite à Howard qui se cache toujours. Il se souvient d'un détail précédant de peu son inculpation. Il a perdu un porte-clé de Mickey. Jonathan se souvient lui, en avoir vu un dans l'appartement de Kate. Thelma trouve un Port Clyde dans le Maine. Grace Henderson alerte Jonathan, sa fille suit toujours un traitement, sans ses ampoules, son état peut rapidement se dégrader. Elle lui confie aussi un secret : Kate est la fille naturelle d'Howard.
Le temps presse. A Port Clyde, Kate, toujours aux mains de ses ravisseurs tombe malade. Ils s'affolent, tentent les uns après les autres de trouver les médicaments. Jonathan et Phil, malgré la tempête arrivent à gagner l'île sur laquelle Kate est prisonnière. Elle leur révèle ce qu'elle a découvert : Don Howard n'est autre que Bringston, le mystérieux commanditaire de la tentative d'assassinat sur Howard et de son enlèvement. C'est lui qui a pénétré dans le labo, il y a 15 ans et qui, pour de l'argent a communiqué des informations secrètes. Acculé, il est sur le point de se suicider, Phil parvient à l'arrêter au dernier moment. Tous tombent d'accord pour ne pas ébruiter l'affaire. 
Kate présente son fiancé Steve à Jonathan. Jonathan repart en Inde, déçu.